# Jämshögs socken
Jämshögs socken i Blekinge ingick i Listers härad, uppgick i sin helhet 1967 i Olofströms köping och området ingår sedan 1971 i Olofströms kommun och motsvarar från 2016 Jämshögs distrikt i Blekinge län.
Socknens areal är 200,5 kvadratkilometer, varav land 184,3. År 2000 fanns här 11 308 invånare. Tätorten Olofström, Gränum samt tätorten  Jämshög med sockenkyrkan Jämshögs kyrka ligger i denna socken.  

## Administrativ historik
Socknen har medeltida ursprung med en kyrka från 1100-talet. Socknen tillhörde Villands härad i Skåne fram till 1639.
Vid kommunreformen 1862 övergick socknens ansvar för de kyrkliga frågorna till Jämshögs församling och för de borgerliga frågorna till Jämshögs landskommun. Ur socknen utbröts Kyrkhults socken 1863(landskommunen)/1865(församlingen) och 1941 Olofströms köping. Jämshögs landskommunen uppgick 1967 i Olofströms köping som 1971 blev Olofströms kommun.
1 januari 2016 inrättades distriktet Jämshög, med samma omfattning som församlingen hade 1999/2000.
Socknen har tillhört fögderier, tingslag och domsagor enligt vad som beskrivs i artikeln Listers härad.
Socken indelades fram till 1901 i en del av de 115 båtsmanshåll som fanns när Kyrkhult socken ingick i Jämshögs socken, vars båtsmän tillhörde Blekinges 6:e (3:e före 1845) båtsmanskompani.

## Geografi
Jämshögs socken ligger i västra Blekinge med gräns i väster och sydväst till Skåne, där även sjön Immeln återfinns. Socknen är mycket bergig med talrika sjöar, mossar och andra vattendrag.

## Fornlämningar
Gravrösen finns vid södra ändan av Gatugöl och vid Högatoft har man funnit en bronsåldersgrav under flat mark. Järnåldersgravar är kända vid Boa, Ljungryda, Sånarp och Östad (en stor hög).

## Namnet
Namnet, (1145 Gemshø), har tagits från kyrkbyn, och har oklart ursprung.
Socknen hette Gemsjö socken före 28 november 1884, därefter Jemshögs socken för att 1902 få nuvarande namn.

## Befolkningsutveckling
| Befolkningsutvecklingen i Jämshögs socken 1810–1990                                                                            | Befolkningsutvecklingen i Jämshögs socken 1810–1990 | Befolkningsutvecklingen i Jämshögs socken 1810–1990 | Befolkningsutvecklingen i Jämshögs socken 1810–1990 | Befolkningsutvecklingen i Jämshögs socken 1810–1990 |
| --- | --------------------------------------------------- | --------------------------------------------------- | --------------------------------------------------- | --------------------------------------------------- |
| |                                                     |                                                     |                                                     |                                                     |
| År |                                                     |                                                     | Folkmängd                                           |                                                     |
| 1810 | 1810                                                |                                                     | 5 637                                               |                                                     |
| 1820 | 1820                                                |                                                     | 6 562                                               |                                                     |
| 1830 | 1830                                                |                                                     | 7 690                                               |                                                     |
| 1840 | 1840                                                |                                                     | 8 411                                               |                                                     |
| 1850 | 1850                                                |                                                     | 9 268                                               |                                                     |
| 1860 | 1860                                                |                                                     | 10 038                                              |                                                     |
| 1870 | 1870                                                |                                                     | 5 337                                               |                                                     |
| 1880 | 1880                                                |                                                     | 5 569                                               |                                                     |
| 1890 | 1890                                                |                                                     | 5 472                                               |                                                     |
| 1900 | 1900                                                |                                                     | 5 662                                               |                                                     |
| 1910 | 1910                                                |                                                     | 5 542                                               |                                                     |
| 1920 | 1920                                                |                                                     | 5 592                                               |                                                     |
| 1930 | 1930                                                |                                                     | 5 121                                               |                                                     |
| 1940 | 1940                                                |                                                     | 6 570                                               |                                                     |
| 1950 | 1950                                                |                                                     | 7 423                                               |                                                     |
| 1960 | 1960                                                |                                                     | 10 162                                              |                                                     |
| 1970 | 1970                                                |                                                     | 14 387                                              |                                                     |
| 1980 | 1980                                                |                                                     | 12 323                                              |                                                     |
| 1990 | 1990                                                |                                                     | 11 835                                              |                                                     |
| Anm: Kyrkhult utbröts 1865. Källor: Umeå universitet - Tabellverket 1749-1859, Demografiska databasen, CEDAR, Umeå universitet |                                                     |                                                     |                                                     |                                                     |

### Fotnoter
1. 1 2 3  Svensk Uppslagsbok andra upplagan 1947–1955: Jämshög socken
2. 1 2  Harlén, Hans; Harlén Eivy (2003). Sverige från A till Ö: geografisk-historisk uppslagsbok. Stockholm: Kommentus. Libris 9337075. ISBN 91-7345-139-8
3. ↑  "Ostkanten" om Blekinge och Södra Möres båtsmän
4. ↑  Geografiskt-statistiskt handlexikon öfver Sverige, C.M. Rosenberg 1882-83.
5. 1 2  Sjögren, Otto (1932). Sverige geografisk beskrivning del 3 Blekinge, Kristianstads, Malmöhus och Hallands län samt staden Göteborg. Stockholm: Wahlström & Widstrand. Libris 9940
6. 1 2 3  Nationalencyklopedin
7. ↑  Fornlämningar, Statens historiska museum: Jämshögs socken
8. ↑  Fornminnesregistret, Riksantikvarieämbetet: Jämshögs socken Fornminnen i socknen erhålls på kartan genom att skriva in sockennamn (utan "socken") i "Ange geografiskt område"